# Sainte-Agathe-la-Bouteresse
Sainte-Agathe-la-Bouteresse és un municipi francès situat al departament del Loira i a la regió d'Alvèrnia-Roine-Alps. L'any 2007 tenia 924 habitants.

## Demografia

### Població
El 2007 la població de fet de Sainte-Agathe-la-Bouteresse era de 924 persones. Hi havia 354 famílies de les quals 69 eren unipersonals (38 homes vivint sols i 31 dones vivint soles), 122 parelles sense fills, 139 parelles amb fills i 24 famílies monoparentals amb fills.
La població ha evolucionat segons el següent gràfic:
Habitants censats

### Habitatges
El 2007 hi havia 416 habitatges, 362 eren l'habitatge principal de la família, 26 eren segones residències i 27 estaven desocupats. 385 eren cases i 29 eren apartaments. Dels 362 habitatges principals, 279 estaven ocupats pels seus propietaris, 83 estaven llogats i ocupats pels llogaters i 1 estava cedit a títol gratuït; 7 tenien dues cambres, 49 en tenien tres, 131 en tenien quatre i 176 en tenien cinc o més. 305 habitatges disposaven pel capbaix d'una plaça de pàrquing. A 151 habitatges hi havia un automòbil i a 184 n'hi havia dos o més.

### Piràmide de població
La piràmide de població per edats i sexe el 2009 era:
| Homes | Edats   | Dones |
| ----- | ------- | ----- |
| 0     | 95 o +  | 0     |
| 8     | 90 a 94 | 0     |
| 8     | 85 a 89 | 0     |
| 8     | 80 a 84 | 12    |
| 8     | 75 a 79 | 20    |
| 24    | 70 a 74 | 4     |
| 24    | 65 a 69 | 32    |
| 12    | 60 a 64 | 24    |
| 24    | 55 a 59 | 16    |
| 24    | 50 a 54 | 32    |
| 16    | 45 a 49 | 32    |
| 48    | 40 a 44 | 16    |
| 40    | 35 a 39 | 36    |
| 28    | 30 a 34 | 32    |
| 16    | 25 a 29 | 4     |
| 16    | 20 a 24 | 4     |
| 17    | 15 a 19 | 32    |
| 48    | 10 a 14 | 36    |
| 40    | 5 a 9   | 24    |
| 28    | 0 a 4   | 4     |

## Economia
El 2007 la població en edat de treballar era de 585 persones, 435 eren actives i 150 eren inactives. De les 435 persones actives 392 estaven ocupades (215 homes i 177 dones) i 43 estaven aturades (17 homes i 26 dones). De les 150 persones inactives 60 estaven jubilades, 46 estaven estudiant i 44 estaven classificades com a «altres inactius».

### Ingressos
El 2009 a Sainte-Agathe-la-Bouteresse hi havia 405 unitats fiscals que integraven 1.071,5 persones, la mediana anual d'ingressos fiscals per persona era de 15.491 €.

### Activitats econòmiques
Dels 34 establiments que hi havia el 2007, 1 era d'una empresa extractiva, 2 d'empreses alimentàries, 1 d'una empresa de fabricació de material elèctric, 5 d'empreses de fabricació d'altres productes industrials, 5 d'empreses de construcció, 7 d'empreses de comerç i reparació d'automòbils, 3 d'empreses de transport, 3 d'empreses d'hostatgeria i restauració, 1 d'una empresa d'informació i comunicació, 1 d'una empresa immobiliària, 2 d'empreses de serveis i 3 d'entitats de l'administració pública.
Dels 8 establiments de servei als particulars que hi havia el 2009, 1 era un taller de reparació d'automòbils i de material agrícola, 1 guixaire pintor, 1 fusteria, 1 lampisteria, 1 electricista, 2 restaurants i 1 agència immobiliària.
L'únic establiment comercial que hi havia el 2009 era una botiga de més de 120 m².
L'any 2000 a Sainte-Agathe-la-Bouteresse hi havia 16 explotacions agrícoles que ocupaven un total de 520 hectàrees.

## Equipaments sanitaris i escolars
L'únic equipament sanitari que hi havia el 2009 era una ambulància.
El 2009 hi havia una escola elemental.

## Poblacions més properes
El següent diagrama mostra les poblacions més properes.